# Acanthodraco dewitti
Acanthodraco dewitti es una especie de pez de la familia Bathydraconidae nativo del océano Antártico incluido el mar de Ross y la zona sureste del océano Pacífico. Habita en profundidades de 253 a 255 m. Esta especie es el único miembro conocido de su género.